# 頼本奈菜
頼本 奈菜（よりもと なな、1997年3月12日 - ）は、日本将棋連盟所属の女流棋士。女流棋士番号は58。東京都目黒区出身。飯塚祐紀七段門下。東洋英和女学院大学出身。

## 棋歴

### 女流プロになるまで
小学2年生の頃、父親に教わって将棋を始める。
2011年、第3回中学生女子将棋名人戦準優勝。2013年、第7回日レスインビテーションカップのアマチュア予選会を勝ち抜き、1回戦で島井咲緒里に勝利した。同年10月に関東研修会へC2入会。2014年、第4期女流王座戦のアマ東日本予選大会を勝ち抜き、一次予選に出場。
2015年、学生女流名人戦で優勝し、学生女流アマチュアの頂点に立つ。
2016年度、第6期女流王座戦では4月に行われたアマ東日本予選を勝ち抜き、2年ぶりとなる一次予選進出。5月に行われた一次予選では初戦の蛸島彰子女流五段を破り勝ち上がるも、同日の清水市代女流六段に敗れ敗退。
同じ年の第10期マイナビ女子オープンでは、7月に行われたチャレンジマッチを4連勝で勝ち抜き予選に出場。翌8月に行われた予選では斎田晴子と室田伊緒に連勝し、同棋戦の本戦出場を決めた。「マイナビ女子オープン本戦入り」は女流棋士の昇段規定では「女流1級」昇級相当の成績にあたる。10月18日に行われた本戦1回戦では後述の通り「女流3級」資格の権利を有していたが、アマとして中倉宏美女流二段と対戦して敗退。
2016年9月11日、関東研修会の9月第1例会で3連勝し、直近12局で9勝3敗となり、C1クラスに昇級して「女流3級」となる権利を得た。権利獲得後すぐには資格申請はせず、10月10日に第48期女流アマ名人戦に出場し、準優勝。
その後、日本将棋連盟に女流棋士への資格申請を行い、研修会C1昇級による「女流3級資格」および「マイナビ女子オープン本戦入り（女流1級相当）」により、女流2級として2017年2月1日付で女流棋士となった。

### 女流プロ入り後
プロデビューとなった2017年3月15日、第39期女流王将戦予選で安食総子、長沢千和子、中倉宏美に3連勝して本戦入りを決める。プロデビュー初日ながら、女流1級の昇級規定「女流王将戦本戦入り」を満たして同日付で女流1級に昇級した。
2017年度は年度3勝8敗と負け越すも、翌2018年度は13勝7敗として「年度指し分け以上（7勝以上）」を満たしたことにより、2019年4月1日付で女流初段に昇段。
第1期清麗戦で、予選を6勝1敗で勝ち抜き、本戦（ベスト4）進出。タイトル挑戦権が懸かった里見香奈女流五冠との一戦は、88手で頼本が敗れた。
2025年5月7日、第5期女流順位戦B級の加藤結李愛女流二段との対局に勝利し、「女流初段昇段後70勝」の昇段規定を満たし同日付で女流二段に昇段。

## 棋風
得意戦法は四間飛車。

## 人物
- 趣味は読書[1]。
- 英検準2級、漢検準2級を取得している[1]。
- 2022年4月15日に入籍したことを発表した[17]。

## 昇段・昇級履歴
研修会
- 2013年10月00日 ： 関東研修会入会（C2クラス）
- 2016年07月09日 ： （マイナビ女子オープン本戦入り = 女流1級昇級相当）
- 2016年09月11日 ： 関東研修会C1クラス昇級 = 女流3級資格

女流棋士
- 2017年02月01日 ： 女流2級（「女流3級資格」および「マイナビ女子オープン本戦入り」）[1]
- 2017年03月15日 ： 女流1級（女流王将戦本戦入り、女流通算3勝0敗）[14]
- 2019年04月01日 ： 女流初段（年度指し分け以上・7勝以上／2018年度13勝7敗、女流通算19勝15敗）[15]
- 2025年05月07日 ： 女流二段（勝数規定／女流初段昇段後70勝、女流通算89勝87敗）[16][18][19]

## 主な成績

### 在籍クラス
| 2021 | 1 | 順位決定トーナメント戦33位 | 順位決定トーナメント戦33位 | 順位決定トーナメント戦33位 | 順位決定トーナメント戦33位 | 順位決定トーナメント戦33位 |     |
| 2022 | 2 |                            |                            |                            | C13                        |                            | 5-3 |
| 2023 | 3 |                            |                            |                            | C07                        |                            | 5-3 |
| 2024 | 4 |                            |                            |                            | C06                        |                            | 6-2 |
| 2025 | 5 |                            |                            | B09                        |                            |                            |     |
| 女流順位戦の 枠表記 は挑戦者。右欄の数字は勝-敗(番勝負/PO含まず)。 順位戦の右数字はクラス内順位 ( x当期降級点 / *累積降級点 / +降級点消去 ) |   |                            |                            |                            |                            |                            |     |

### 年度別成績
- 2024年度
  - 年度成績：22局 10勝12敗・勝率0.4545 [20]
  - 通算成績：173局 87勝86敗・勝率0.5028 [21]